# 불암산 호랑이 유격대

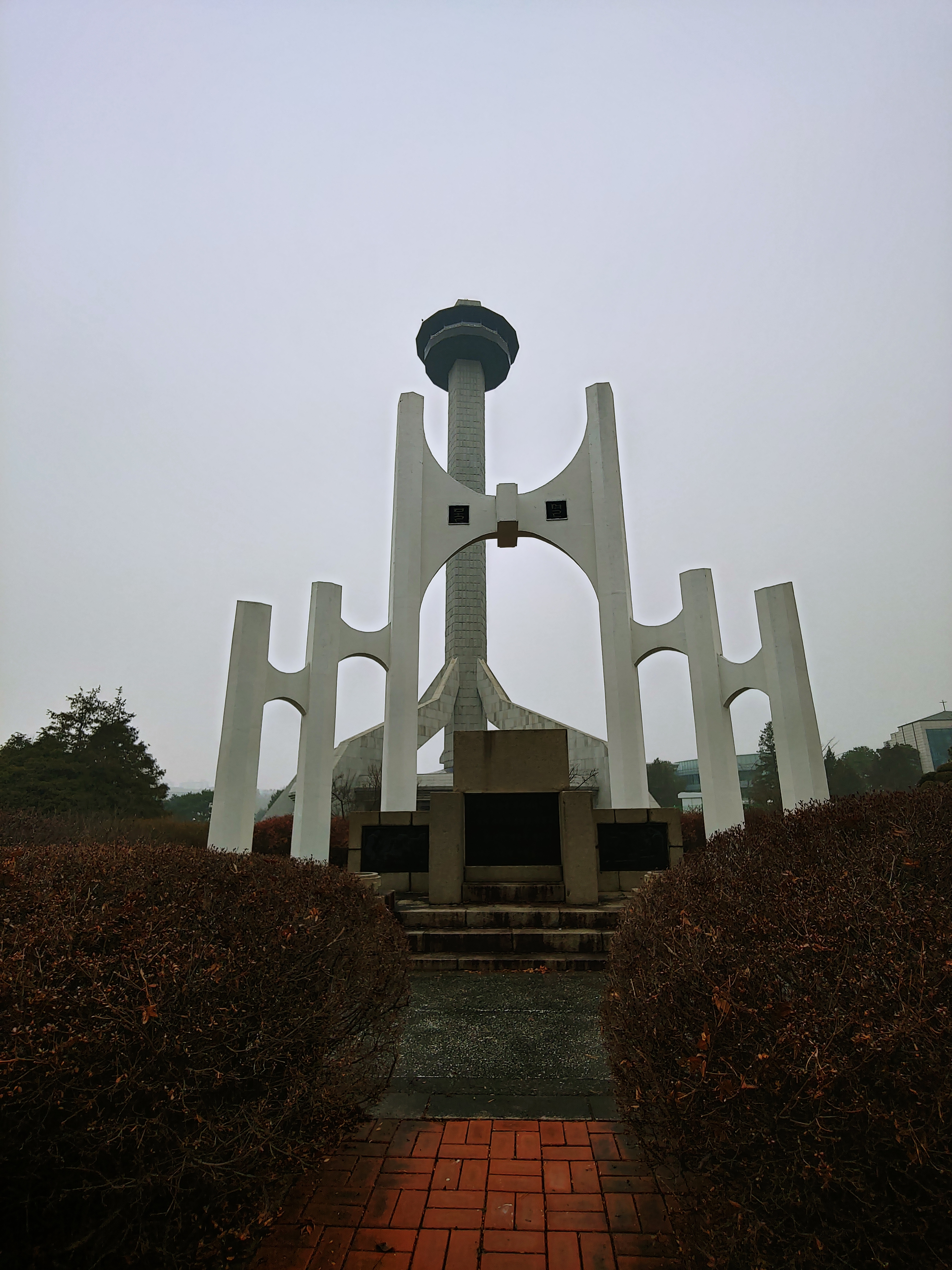
육군사관학교 내부에 1959년 10월 2일 세워진 불멸탑이다.

불암산 호랑이 유격대(佛巖山―遊擊隊, Tiger-guerrilla unit of Bulam mountain)는 6.25전쟁 중인 1950년 6월 28일부터 1950년 9월 21일까지 80여일 간 조선민주주의인민공화국의 대한민국 침략으로 육군본부의 명령 하에 생도대대가 내촌-태릉 전투 이후 육군사관학교로 후퇴하며 92고지전투 이후 분산 철수시 "이 곳에 남아 끝까지 싸우자"며 불암산에 은거하여 유격활동을 전개하다 장렬히 전사한 육사생도와 7사단 9연대로 구성된 유격대를 지칭한다. 불암산 호랑이 유격대는 유격대장 김동원 생도(생도 1기) 등 생도 1기 10명, 생도 2기 3명, 기타 7명(7사단 9연대 김만석 중사 등 병사)으로 구성되었으며 그 이름은 유격 작전 간 '호랑이'를 암호로 사용하여 붙여진 것이다.

## 배경
1950년 6월 25일 새벽 4시경, 조선민주주의인민공화국의 대대적인 남침으로 인해 민족 최대의 동족상잔의 비극인 6.25전쟁이 발발하였다. 조선민주주의 인민공화국 병력이 38선을 돌파하고 수도인 서울로 남하함에 따라 육군본부는 수도방위 병력을 확보하기 위해 육군사관학교 생도대와 교도대, 육군보병학교 교도대를 통합하여 서울특별연대를 편성하였다. 하지만 전방의 상황이 악화됨에 따라 육군사관학교와 육군보병학교의 교도대를 전방으로 보내고, 생도대로 하여금 포천 후방의 서피-퇴계원 지역을 방어할 것을 명령하였다(육군본부 작전명령 제 90호). 따라서 임관을 20여 일 앞둔 육사 생도 1기와, 입교한 지 불과 20여 일 밖에 되지 않은 육사 생도 2기 총합 약 530여 명의 생도가 전쟁에 참전하게 되었다.
생도들은 부평리(내촌), 금곡리, 태릉 등의 지역에서 부여된 임무에 따라 조선인민군의 남하를 저지하고자 끊임없는 백병전을 펼쳤지만 부족한 병력 및 물자 지원 등으로 어려움을 겪고 있었다. 개전 중이던 6월 27일, 육사 교장 이준식 준장은 육군본부로부터 명령을 하달받아 교내에서 휴식 중이던 국군 7사단 9연대 병력과 생도들을 교내와 학교 주변 삼육신학교(현 삼육대학교)와 92고지에 편성함으로써 적의 접근을 전초에 파악하고 차단하고자 하였다. 하지만 적군은 수도의 최후 방어선이었던 창동방어선을 붕괴하고 추가적으로 구축한 미아리방어선까지 압박하기 시작했다. 실질적인 위치로 보았을 때, 이미 육군사관학교 후방에 적이 출현한 것이다. 그날 밤 22시를 기해 육군사관학교 부근에도 적의 포격이 시작되었고, 6월 28일 새벽, 방어진지를 구축하고 대기하던 생도들에게 적의 실질적인 공격이 가해졌다. 이에 학교 지휘부는 생도들의 전멸을 우려하여 후퇴명령을 지시하였는데, 이때 내린 명령인 "혼란을 피하여 침착하게 한강을 넘으라"가 전달되는 중 와전되어 "모두 후퇴하라" 또는 "타 중대는 다 후퇴하였다"로 전파되었다. 이에 생도들은 무리지어 철수하거나 제대로 싸우고자 후퇴 명령을 거부하고 그 자리에 잔류하기도 하였다. 이때 남아 끝까지 육사와 수도 서울을 지키고자 항쟁한 이들이 생도 1기 10명과 생도 2기 3명이며, 후에 합류한 9연대 소속의 부사관 1명과 병사 6명(부사관 2명, 병사 5명이라는 자료도 있다)이다. 이들을 지역 주민들이 일컫는 말이 '호랑이 유격대' 혹은 '불암산 호랑이 유격대'였다.

## 전개

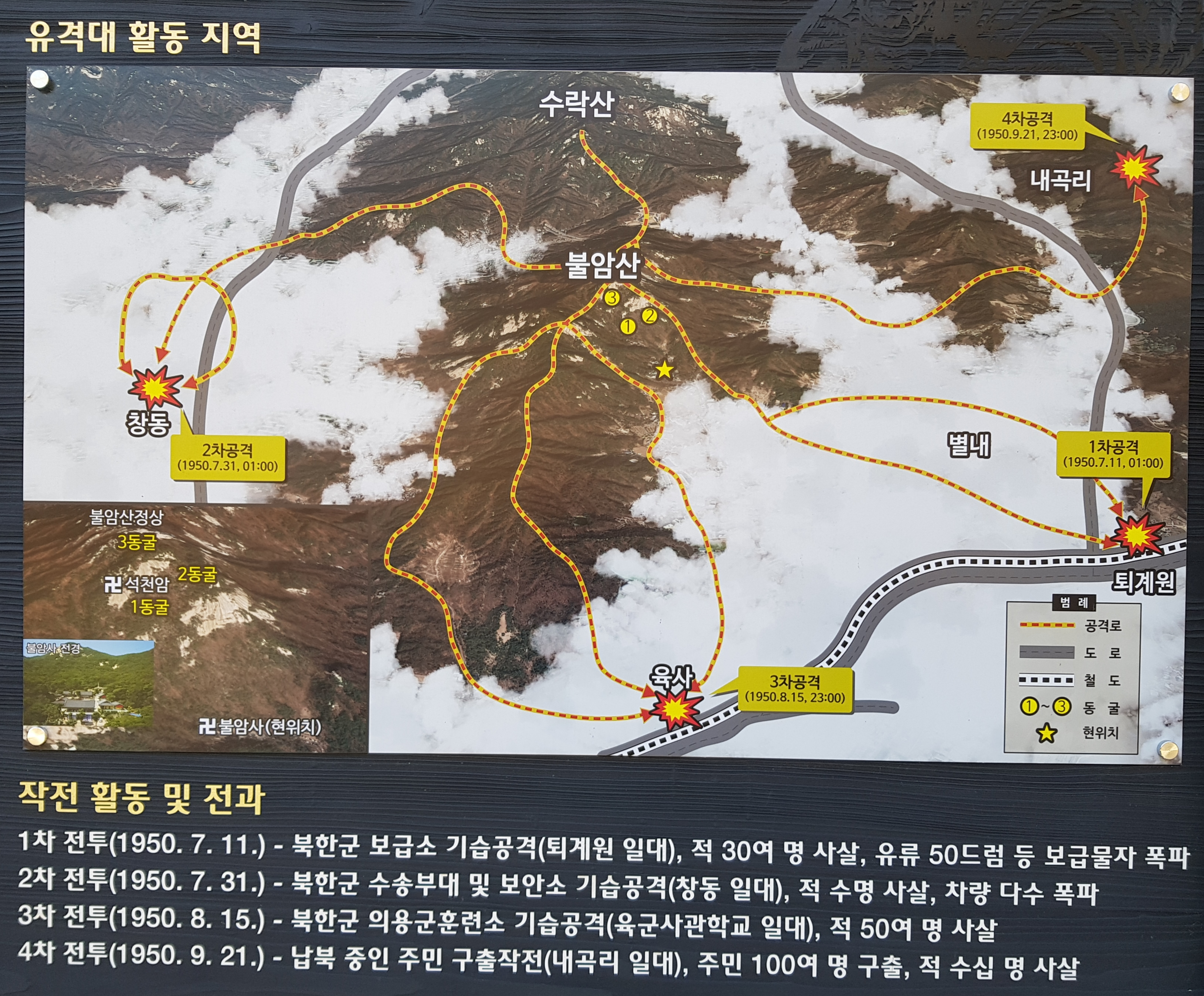
불암산 호랑이 유격대 활동지역

### 유격 대원
생도 1기: 강원기, 김동원, 김봉교, 박금천, 박인기, 이장관, 전희택, 조영달, 한효준, 홍명집 (10명)
생도 2기: 성명 미상 (3명)
제7보병사단: 김만석 중사, 성명 미상 용사 6명 (7명)

### 직접적 전투 과정
불암산 호랑이 유격대는 약 3개월(80일) 정도 활동하면서 총 4회에 걸쳐 유격 작전을 진행하였다.

#### 전투준비
1950년 6월 25일 조선민주주의인민공화국이 대한민국을 침략하자, 불암산 호랑이 유격대는 계급장과 군번 없이 전선에 투입된다. 6월 26일 포천방면에서 남하하는 인민군을 저지하는 중 후퇴하게 되고, 6월 27일 밤 육군사관학교 뒷편 불암산을 기습하고 92고지 능선을 연결한 F고지 중심으로 방어진지를 구축한다. 28일 아침 인민군이 재공격해오지만 11시 경 한강 이남으로 철수하라는 명령이 덜어졌지만 집결지조차 명시되지 않았으며, 공격하는 인민군을 직접적으로 막아낼 힘 조차 없었다. 이에 인민군이 우회하여 공격할 리는 없다고 판단하여 철수하지 않고 불암산으로 가서 대기하게 된다.
김동원 유격대장의 지시에 따라 조사한 유격대의 무기현황은 M1소총 15정, 카빈 소총 3정, 기관단총 2정, 경기관총 1정, 그리고 수류탄 5발과 각종 실탄 3천여 발이었다. 유격대원들은 빈 병과 헌 솜뭉치를 준비하여 화염병을 만들었고, 각종 줄을 준비하여 신호방법을 마련하였다.
은신처를 마련한 후 유격대는 지휘체계를 세웠다. 김동원(생도1기, 유격대장)이 대장에 선출되었고, 제1조 조장에는 조달 생도, 제2조 조장에는 박인기 생 도, 그리고 제3조 조장에는 김만석 중사가 임명되었다. 또한 정보책으로 홍명집 생도를 임명하여 불암사의 주지스님과 접촉을 전담하는데, 윤 용문 주지는 주변 마을의 믿을 만한 신도들로부터 정보를 수집하여 이를 유격대에 전달하였다.  6・25 전쟁 참여 시 유격대 자체적인 수칙도 제정한다. 구체적인 수칙은 다음과 같다.
첫째, 우리 유격대는 전원이 결사의 각오로 유격 활동에 임할 것을 다짐한다. 그것이 후일에 전쟁을 기피했다는 누명을 벗는 유일한 길임을 우리는 깊이 명심해야 겠다.
둘째, 우리 유격대는 병력과 그 장비의 규모로 보나 본래의 목적으로 보나 적 병력의 살상이나 보급품, 기타 시설 장비의 파손보다는 적 교란을 주임무로 한다. 그래서 우리 유격대는 가능한 유격활동의 범위를 넓혀 적 병력의 분산과 유인으로 그들의 일선투입을 저극적으로 방해할 것을 다     짐한다.
셋째, 우리 유격대는 자체 진지를 불암산과 그 북방 12키로미터의 수락산 및 동북방 9키로미터의 국사봉에 두고 그곳을 전진하면서 적의 수색을 피하기로 하고 또한 그곳에 잠입한 반공인사와 접촉하여 그들의 지원도 받기로 한다.

넷째, 우리 유격대는 서로 강요당해 집결된 집단이 아니므로 기탄없는 의견과 토론은 환영하는 바이지만 일단 결정된 사항에는 복종할 것을 다짐하며 만약 이탈자나 결정을 어긴 자는 엄벌에 처할 것을 천명한다.— 

#### 7월 11일
첫 유격전은 퇴계원에 위치한 북한군의 보급물자 보관소를 공격하는 것이었다. 북한군은 전선 전방으로 빠르게 물자를 보급하기 위하여 퇴계원에 물자를 적재하고 있었고, 유격대는 이를 파악하고 공격을 감행하였다. 7월 5일과 8일 두 번에 걸쳐 야간에 생도 두 명이 민간인으로 위장하여 탐색을 실시하였고, 유격대를 주력조와 지원조로 나누어 기습 작전을 펼쳤다. 위 작전으로 적의 보급품을 불태우고 적군 약 30명을 사상하였지만, 생도 1기 김봉교, 박인기 생도와 생도 2기 1명의 생도 등 3명이 희생당하고, 생도 1기 한호준 생도가 부상을 입었다.

#### 7월 31일
두 번째 유격전은 적군이 위치했던 창동국민학교와 인근의 북한군 수송부대와 보안소를 습격하는 것이었다. 생도 6명이 참가하여 수류탄과 화염병으로 공격하였고, 적의 숙영지와 보급차량, 보안부대 사무실을 공격하는 데 성공하였지만 작전의 제안자이자 제 3조 조장이었던 김만석 중사가 희생당하였다.

#### 8월 15일
세 번째 유격전은 모교인 육사에서 진행되었다. 육사는 당시 적군 의용군 훈련소로 사용되었는데, 그곳에는 적군뿐만 아니라 무고하게 끌려온 우리 국민들도 있었다. 주둔하고 있던 적의 규모가 적지 않았기 때문에 생도들은 치밀하게 작전을 설계하였고, 작전 직후 적군의 불암산 수색을 우려하여 은거지를 수락산으로 변경하기로 하고 공격을 시행하였다. 유격대원 15명이 참여한 이 전투에서 유격대는 적군 약 50여 명을 사상시켰지만, 유격대장인 김동원 생도를 포함하여 6명의 생도가 희생되었다.

#### 9월 15일
생도들은 근거지를 불암산에서 수락산의 반공인사 은신처로 변경하였고, 희생당한 김동원 생도를 대신하여 조영댤 생도가 새로운 유격대장으로 선출되었다.  생도들은 이곳에서 전열을 정비하며 4주간 머무른 후에 다시 불암산으로 복귀하였다. 9월 15일 복귀 도중 적군이 불암산을 대대적으로 수색하였으며, 불암사 주지인 윤용문 주지를 의심하여 연행하였다는 소식을 듣게 된다. 이날은 UN군의 인천상륙작전이 실시된 날이기도 하다.

#### 9월 21일
마지막 유격전은 적의 수송대를 공격하는 작전이었다. 생도들은 정보원으로부터 북한군의 UN군의 서울 공격에 대비하여 마을 사람들을 화물차에 싣고 북으로 올라갈 것이라는 소식을 듣게 되고, 구출 작전을 구상하게 된다. 당시 유격대가 보유한 장비는 개인별 소총 1자루와 실탄 10여 발이 전부였지만, 국가와 국민을 지키겠다는 신념 하나로 전투에 임하게 된다. 전투는 야간에 시작되었다. 생도들은 적이 통과할 내곡리 마을 주변에 매복하고 적군을 기다렸다. 23시경 적군의 수송대가 내곡리 마을을 통과하려던 찰나, 생도들은 소총을 쏘며 습격을 감행하였다. 이때 적군의 혼란을 틈타 조영달 생도가 주민들에게 대피하라고 외친 덕에 많은 주민들이 구출될 수 있었다. 가지고 있던  장비를 모두 소모한 생도들은 불암산의 기지로 복귀하고자 하였으나 적의 흉탄에 남은 생도 모두가 장렬히 전사하였다. 이로써 국가와 국민을 위해 수도 서울과 육사를 방어하고자 항쟁한 생도들의 찬란한 유격전도 막을 내렸다.때는 서울 수복 1주일 전이였다.

#### 부수적 과정
불암산 호랑이 유격대를 제외하고도 유격전에 참여할 것을 명령받은 육사 생도들(1기 이성재, 2기 김대영 등)이 있었다. 그들도 불암산 근처의 지역에서 인민군과 전투를 벌이고 있는 가운데 김함구 스님을 통하여 호랑이 유격대와의 연락을 시도하여 그들과 합류할 것을 고대하였으나, 호랑이 유격대는 보안상의 이유로 그들을 만나지 않고 다른 유격 작전을 위해 자취를 감춘다.

### 간접적 전투 지원

#### 불암사 주지 윤용문 스님
생도생활을 하면서 불암사는 단체구보 등의 활동으로 생도들이 많이 방문하는 곳이었다. 전쟁 발발 후에도 생도들은 불암사를 많이 방문하였고, 이 때 군복을 입고 찾아오는 사람들에게 윤용문 스님은 의복과 식량을 마련해 주었다. 추가적으로 절의 독실한 신자 5명을 생도들에게 소개해주어 정보원의 역할을 수행하게 하여 그들을 지원했다. 5명의 정보원은 동으로는 퇴계원 방면, 서쪽으로는 창동과 미아리, 북으로는 의정부, 남으로는 육군사관학교와 망우리 일대를 누볐다.

#### 석천암 주지 김함구 스님
생도들이 전투복을 입고 유격작전을 계획하고 실행하는 과정에서 인민군의 공격에 노출되는 것을 방지하기 위해 생도들로 하여금 승복으로 환복하게 하였다. 머리 또한 깎아 같이 있는 중으로 그들의 신분을 위장시켜 주었다. 또한 유격대가 활동하기 시작한 초기에 물과 식사를 조달해주었다.

## 결과

### 유격전의 결과
유격대의 창동 3개소 기습의 전과는 정보원들의 보고에 의하면 창동의 수송대 기착지는 그 사건이 있은 후에 폐쇄되었다고 했으며, 많은 병력이 동원된 수색전이 삼각산(三角山) 일대에서 벌어지고 있다는 것이었다.
육군사관학교 기습 작전 가운데 1○○명의 농민들이 끌려간다는 소식을 듣고 농민들을 구하기 위해 밤 2시 적 수송 부대의 대열을 쫓았고, "우리는 육사 생도들이다. 모두 짐을 버리고 도망하라!"라는 말을 하며 유격대의 총성이 울려퍼졌다. 농민들은 짐을 모두 버리고 개울로, 산비탈로 도망하였는데, 1인당 10여발의 탄환밖에 남지 않았던 유격대원은 적들에게 완전히 포위되었으며, 강원기 유격대원을 제외하고 적탄에 맞아 산화하였다. 이 때 육군사관학교도 B29폭격기에 의해 완전히 잿더미로 변해버렸다.

### 유격대 및 지원세력
80여일에 걸친 전투 끝에 거의 모두 전사하고, 부상당한 강원기 대원 1명만 생존하여 병원에 후송되었으나 총상 후유증으로 1951년 7월 10일 사망한다. 석천암 주지 스님은 1966년, 윤용문 스님은 1992년에 세상을 떠났다.

### 불멸탑 건립
불멸탑은 육사생도 1기가 사망한 동기들을 기리기 위해 세운 탑이다. 1959년 10월 2일에 건립하였다가 1972년 증축 보수했다. 석조 및 콘크리트 건물로서 8m 높이이다. 사관생도의 신분으로 전투에 참가했던 생도 1기(육사 10기-후에 조정에 따라 10기생으로 개칭)들의 활약상이 적혀있다. 탑의 이름은 동기회 명칭이었던 '불멸'을 따 짓게 되었다.
우린 이곳에서 피어나다 이곳에 쓰러져 전쟁은 머물고 아득한 시간 지금은 벗들의 뜨거운 가슴에 누워 있다."— 불멸탑 비문 내용

## 분석과 의의
6,25 전쟁은 조선민주주의 인민공화국의 기습으로 인한 국가의 위기상황이었다. 하지만 위기상황이더라도 사관생도를 전선에 투입한 것에 대해 의견이 분분했다. 생도 1기는 임관을 20여일 앞둔 상태였고 생도 2기는 입교한 지 24일 밖에 되지 않았으며 제식훈련과 영점사격만 마친 상태였다. 준비되지 않은 전투원이었다는 점에서는 비난을 면치 못했다.
10:1 이상의 높은 경쟁률을 뚫고 육사에 입학한 우수한 사관생도들을 전투에 투입한 것은 앞날을 내다보지 못한 판단이었다. 전쟁이 지연되자 국군은 각 전선에서 제대로 임무수행할 수 있는 유능한 초급지휘자가 절실해졌기 때문에 일찍이 우수한 인재들로 구성된 생도대대를 불완전한 상태로 전선에 투입한 것은 막심한 손해라 볼 수 있다,
생도대대가 전투를 할 때는 예기치 않은 문제로 사관생도들의 아까운 인명이 손실되었다. 각 제대별 통신과 연락이 제대로 이뤄지지 않아 희생자가 발생하고 6월 26일 부평리와 6월 28일 태릉전투 이후의 철수과정에서도 대대장의 후퇴명령이 제대로 전달되지 않아 육사 복귀시간이 늦어졌다. 또한 한강 이남으로 후퇴하라는 명령도 왜곡되거나 5시간이 지나서 전달되는 경우도 있었기 때문에 후퇴할 수 있는 기회를 놓친 생도들도 많았다.
또한 생도들이 전투를 하는 동안 학교장과 학교 지휘부의 소극적 조치도 아쉬움을 남긴다. 학교장 이준식 준장의 행동 중 사관생도들의 대전 이동이 7월 5일에서야 이뤄진 점이 아쉬움을 남긴다. 개전 당일에 생도들의 전선 투입과 6월 27일 오전에 생도대대를 불암산과 육사를 잇는 방어선에 배치한 것은 학교장이 아닌 육군본부의 권한이었지만 북한의 서울 함락 후 6월 28일 오후부터 광장리 일대에서 한강방어선 전투에 참가하고 6월 30일에는 피난문 검문검색 임무를 수행하도록 방치한 것에 대해 아쉬움을 남긴다. 6월 29일 맥아더 장군의 한강시찰이 이뤄진 직후이기 때문에 미군의 참전이 확실하다고 볼 수 있었기 때문에 육사 학교장과 지휘부는 한강 방어선 전투에 투입된 사관생도들을 하루라도 빨리 후방으로 철수시켜야 했다.
불암산 호랑이 유격대 자체는 6.25전쟁 초기 대한민국 국군의 패배를 뒤집을 만한 행적은 보이지 않는다. 그리고 군 장교가 될 사관생도들을 다수 잃었다는 점에서 양질의 군 장교 충원에 차질이 생기기도 하였다. 하지만 불암산 호랑이 유격대 활동이 남긴 의미도 매우 크다. 먼저 후퇴를 거듭하고 있는 상황 속에서도 사관생도들과 7사단 9연대 병력들이 유격대 활동을 실시한 것은 애국심을 파악할 수 있는 하나의 지표라 할 수 있다. 또한 그들이 조선인민군에 사로 잡힌 대한민국 농민들을 구출해 내고 조선인민군의 보급을 교란한 것은 그들의 임무를 완수하겠다는 군인정신의 표본이라 할 수 있다.  이처럼 불암산 호랑이 유격대 활동은 그 전적에 대해서는 뚜렷한 업적을 남기지 못했으나 이들의 군인정신과 애국심은 현재 육군사관학교에서 교육자료가 될 만큼 족적을 남겼다고 볼 수 있다.

## 생도 1,2기

### 건국 초기 육군사관학교와 생도 1,2기
해방 이후, 한국에서도 장교의 양성을 위한 사관학교가 설립되고, 국방경비대가 처음 창설된다. 하지만 이는 정식 장교교육 기관이라기보다는 군사경험이 있는 자원에게 미 군사고문단과의 의사소통능력을 부여하기 위한 것에 가까웠다.
실제 정식 사관학교의 설치는 1946년 5월 1일 문을 연 남조선 국방경비사관학교이다. 1946년 5월 초부터 남조선 국방경비사관학교가 태릉에서 활동을 시작했으며 개교 당시 첫 학생들은 군사영어학교에서 임관하지 못한 60명의 경비대와 각 연대에서 2~3명씩 선발된 병사 28명 등 88명이며 이들이 육사 1기이다. 1946년 6월 15일 발령된 군정명령 제86호에 의해 남조선국방경비대가 조선경비대로 바뀌었으며 학교 명칭도 ‘조선경비사관학교’로 바뀌었다. 대한민국 정부 수립 직후인 1948년 9월 5일에 육군사관학교로 개칭되었다.
국방경비사관학교는 지금의 사관학교와 달리 단기과정으로 장교를 양성했고 이것이 1기부터 9기까지 이어지는 공식 육군사관학교(정부수립 이후 48년 9월 5일자로 경비사관학교에서 육군사관학교로 명칭 변경) 졸업기수이다.
6개월 과정의 9기생이 1949년 7월 12일에 입교한 직후인 7월 15일에 2년 교육과정으로 바뀐 생도 1기생이 입교한다. 생도라는 명칭이 처음으로 사용된 것도 이때부터이다.이들은 원래 10기였지만, 정부의 의지에 따라 “생도 1기생”이라는 명칭을 얻게 된 것이다. 생도 1기생들은 신체검사와 학과시험으로 구성된 1차 시험과 인물고사와 구술시험이 포함된 2차 시험 등을 통해 까다롭게 선발되었다. 경쟁률은 10대 1, 최종입교자는 338명이었다. 그러나 입교식 직전에 생도 1기생의 교육연환은 다시 1년으로 줄었다. 육사가 장기간 동안 장교를 육성하지 못할 것에 대비해 신설하기로 계획된 간부후보생 과정이 지연되었고, 육사 내에 2년제 과정의 교육을 담당할 교수진과 교육시설이 미흡했기 때문이었다.
하지만 생도 1기의 경우 기존 졸업생에 비해 교육기간이 가장 길었으며 제식훈련과 화기조작 등 전술훈련을 받았다. 수준 높은 군사학, 일반학, 내무생활을 극복하지 못하고 탈락한 인원들이 많아 임관 3주 전인 1950년 6월 25일 생도 1기의 총원은 262명이었다.
생도 2기생부터는 4년제로 교육연환을 늘리기로 한다. 6월 1일자로 4년제 생도 2기생이 10대 1의 경쟁을 통해 449명이 입교하였지만 가입교 직후 소양시험에서 115명이 탈락하고 334명만 정식 입교하였다. 6.25전쟁이 발발하기 이전까지 약 20여일 동안 제식훈련, 사격술 예비훈련, 영점 조준사격 등을 마쳤다.

### 한국전쟁의 발발
1950년 6월 25일 개전 당시, 육사에는 313명의 생도 1기생과 333명의 생도 2기생이 있었다. 채병덕 장군은 부족했던 병력을 보충하기 위해 육사생도들을 전선에 투입시키라는 명령을 내린다. 명령에 따라 교장 이준식 준장과 부교장 이한림 대령은 262명의 생도 1기생과 277명의 생도 2기생으로 생도대대를 편성한다. 대대장 조암 중령, 부대대장 손관도 소령, 1/2/3 중대장에 각각 송인율 대위, 박응규 소령, 이원엽 대위가 임명되고 1기생들은 분대장, 부분대장, 공용화기 반장, 공용화기 사수를 맡았다. 2기생들은 전원 소총수를 맡았다. 생도들의 기본 무장은 M1, 간부들에게는 칼빈 소총이 지급되었다. 실탄은 1인당 56발이 주어졌다.

### 생도대대의 전투
차량이 없어 육사에서 대기하던 생도대대는 저녁 5시가 넘어 징발한 민간트럭을 타고 부평리호 출발, 도로 동쪽의 372고지에 배치된다. (당시 일선병력이 2개대대였던 7사단의 방어선 공백을 대체하게 된 것이었다.) 27일 아침, 전차의 지원을 받는 인민군 3사단 9연대 2대대는 생도대대의 지원을 맡은 경찰대대를 공격하여 간단히 분쇄한다. 그렇게 2대의 인민군 전차들은 생도대의 좌측을 통과하고 뒤따라오던 인민군 보병들은 진지를 지키던 생도대대와 전투를 벌이게 된다. 오후 1시경 시작된 전투는 탄약 부족과 인민군의 45밀리 대전차포에 밀려 부대대장 손관도 소령의 명령으로 오후 6시경 후퇴한다. 이때 생도들에게 전해진 명령은 후퇴하여 태릉 화랑대로 집결하라는 것이었다. 그리고 생도대대에게 다시 전선 투입 명령이 떨어진다.  불암산-창동 일대의 방어를 맡아 92고지에 진지를 구축한 생도대대는 27일 오후 진지편성을 완료하고 방어준비에 들어갔으나 부평리 전투에서 대부분의 중화기를 상실하고 2문의 81밀리 박격포와 3문의 기관총만이 남아있었다. 인민군이 이들의 방어구역 밖에서 서울로 들어가자 고립될 것을 우려한 손관도 소령은 한강 이남으로의 철수 명령을 내린다. 이 과정에서 육사를 사수하겠다고 철수를 거부한 생도들도 있었다. 이때 시흥지구 전투사령관으로 한강선 방어의 총책임을 맡고있던 김홍일 소장은 생도대대의 전선 복귀 소식을 듣고 이들에게 철수명령을 내린다.

### 결과
생도들이 철수를 거듭하다 평택에 도착해서야 생도대대는 비전투부대로 분류되었다. 7월 10일 134명의 생존한 1기생들이 대전시내 충남도청 광장에서 임관식을 갖고 정식 소위로 발령받았다. 2기생들은 아직 교육을 받지 않았기 때문에 8월 15일 6주 과정의 <육군종합학교>를 설치하여 150명의 생도 2기생이 종합학교 생도가 되었다. 이후 이들은 종합학교를 졸업하고 인민군을 물리치는데 공헌한다.

### 명예 회복
전후 생도  2기들은 생도 1기가 누리는 ‘육사’라는 호칭을 얻지 못해 진급 등에서 손해를 입었다. 생도 2기들의 명예가 회복된 것은 1996년 5월 4일이었다. 71년 육사 내부에 생도 2기의 입교일에서 딴 “6.1탑‘이 건립되었고, 1992년에는 372고지 전투 등에서 전사한 생도 2기생들에 대한 국립묘지 붕안이 이루어졌다.  그리고 1996년 4월 16일, 육사 생도 2기들에게 명예졸업장을 수여한다는 결정이 내려졌고 1996년 5월 4일 육사 화랑연병장에서 생도 2기 전원(당시 생존자는 94명)에 대한 명예졸업장이 수여되었다.

## 생도 참전전투에 대한 기억 및 기록
6.25전쟁 초기 육군사관학교 생도들의 참전과 불암산 유격대의 활동에 대한 내용은 참전자들의 증언과 제시자료, 국방부와 육군본부, 육군사관학교가 소장한 역사자료를 통한 검증의 과정을 통해 후세에 알려졌다.
생도 참전전투와 불암산 유격대의 관한 이야기가 세상에 알려지는 데에 많은 시간이 걸렸다. 1950년대와 1960년대 중반까지 사회의 주목을 끌지 못했던 이유에는 전쟁 중이나 휴전 직후에 과거의 아픈 기억을 되새기려 하지 않으려는 소위 6.25세대의 사회적 분위기 때문이었다. 6.25전쟁 중이나 직후에 작성된 미국의 기록에서도 육사 생도의 참전사실을 입증할 만한 기록은 발견되지 않았다. 다만 1958년 육사 교수부장의 고문관을 지낸 윌리엄 루츠 중령이 미 육사 동창회보에 기고한 글에서 “6.25전쟁 중 대한민국 육사 생도들이 교정에서 공산군과 싸웠으며 이 과정에서 교정이 불탔고 많은 생도들이 희생되었다.”고 소개한 것이 고작이다.
전쟁 중에는 육사 생도들의 참전 사실이 언론의 관심을 받지 못하다가 6.25 전쟁이 휴전을 맞은 다음해인 1954년 6월에 처음으로 전쟁발발 4주년을 맞이하여 당시 국방부 교육과장은 신문 기고문을 통해 육사 생도 1기와 2기 참전 사실을 비교적 자세히 소개하며 “다시는 이와 같은 일이 발생해서는 안 된다.”고 강조하였다. 1955년 10월에 경향신문은 정규 육사 1기의 졸업식 기사를 전하면서 기억에서 사라져가는 생도 1기와 2기의 참전을 상기하자는 의미에서 기사를 싣기도 하였다.
그러던 중 생도참전 전투에 대한 관심에 변화가 시작된 것은 1968년 국방부에서 발간한 '한국전쟁사 2권'이후였다. 전선편찬위원회는 참전자들을 대상으로 생도대대의 출전 과정, 전투 경과 및 사후 처리에 대한 구술을 채록하였고, 약 4페이지에 걸쳐 생도 참전전투에 대한 공식 기록을 남겼다. 이와 같이 1960년대 후반에 갑자기 생도참전 전투에 관한 자료가 많아지는 과정에는 생도 1기 출신 남상선이 동기생들로부터 참전 기록에 대한 자료와 기록을 수집하여 적극적으로 제공한 것이 큰 기여를 했다. 특히 그는 1978년에 ‘불멸탑의 증언: 육사생도대 실전기’를 출판하였는데, 이 책은 개전 이후부터 7월 10일 대전에서의 임관식까지를 다루고 있으며 불암산 유격대의 활동도 자세하게 설명한다.
이후에는 생도 참전전투에 대한 기록들은 육사에서 근무했던 이들의 자서전이 발간되면서 보완되었다. 육군사관학교의 부교장이었던 이한림은 생도 참전전투에 얽힌 구체적인 내용을 소개하였고 생도대장을 역임하다 개전 3주 전에 육사를 떠나 수도사단 참모장으로 전쟁을 맞이한 김웅수는 생도 1기와 2기의 선발, 교육과정에 대한 내용을 덧붙였다.
무엇보다도 생도 참전전투를 가장 연구하고 세상에 알린 것은 생도들의 모교인 육군사관학교이다. 육군사관학교는 1977년에 발간한 개교 30주년에 맞춰 발행한 ‘30년사’에 사관생도 참전전투를 자세하게 기록하여 후배생도들에게 알렸고 1996년에 발간한 ‘50년사’는 그동안 보완된 내용을 추가하고 불암산 유격대의 활동을 추가하였다. 특히 개교 50주년 기념행사를 계기로 생도 참전전투와 불암산 유격대에 대한 대대적인 행사를 개최하여 후배 생도들에게 선배들의 애국정신과 불굴의 전투의지를 강조하였다. 또한 1997년에는 모교를 빛낸 동문들에 대한 연구를 펴냈는데, 이 연구에서 생도 1기와 2기에 의한 전투참전, 불암산 유격대에 대한 현대적 평가를 제시하였다.
이처럼 사관생도들의 싸우다 희생된 역사적 사실은 1960년대 중반까지 관련자들의 기억속에만 머물렀지만, 1960년대 후반부터는 참전자들의 노력에 의해 이 사실에 대한 문제가 제기되었고 연구를 통해 관련자료와 더 많은 사실들이 밝혀지면서 세상에 알려졌다.

## 유격대 관련 행사 (제막식)
2019년 6월 19일 6·25전쟁 당시 계급도, 군번도 없이 조국을 위해 싸웠던 ‘불암산 호랑이 유격대’를 기리는 안내판이 불암산 입구에 다시 세워졌다. 육군사관학교와 남양주시는 호국보훈의 달을 맞아 정진경 육군사관학교장과 생도, 남양주시장, 시의회 의장, 불암사 주지 스님 등이 참석한 가운데 ‘불암산 호랑이 유격대 안내판 제막식’을 열었다. 1996년에 육사와 남양주시가 공동으로 설치했었던 불암산 호랑이 유격대 안내판은 20여 년의 세월로 노후·파손됐다. 이에 양 기관이 다시 한 번 긴밀히 협력해 새로운 안내판을 제작 및 설치하게 됐다. 정진경 육군사관학교장은 “6·25전쟁 당시 장교 임관도 하지 못했던 1·2기 생도 539명 전원이 내촌-태릉 전투, 한강 방어선 작전, 금곡리 전투 등에 참전해 151명이 전사했다”며 “계급도, 군번도 없는 사관생도 신분으로 참전했던 유격대원들, 서울 수복 이전에 전사한 생도들의 숭고한 희생과 헌신을 다시금 되새겼으면 한다”고 밝혔다. 보관됨 2019-12-11 - 웨이백 머신 또한 조광한 남양주 시장은 “계급과 군번도 없는 사관생도들이 4차례에 걸친 전투 끝에 주민 100여명을 구출하는 등 혁혁한 전공을 세운 것을 널리 알려야 하는 의미 있는 역사”이며 “마침 한국전쟁 69주기를 약 1주일 앞두고 제막식을 얻게 되어 그 의미가 크다”라고 말하였다. 한편 육사와 남양주시는 이번 제막식을 시작으로 기념비 설치, 주변 환경정비 등 호국보훈의 의미와 불멸의 육사 혼을 국민에 널리 알리는 뜻깊은 사업들을 지속적으로 추진해나갈 계획이다.

## 불암산 동굴

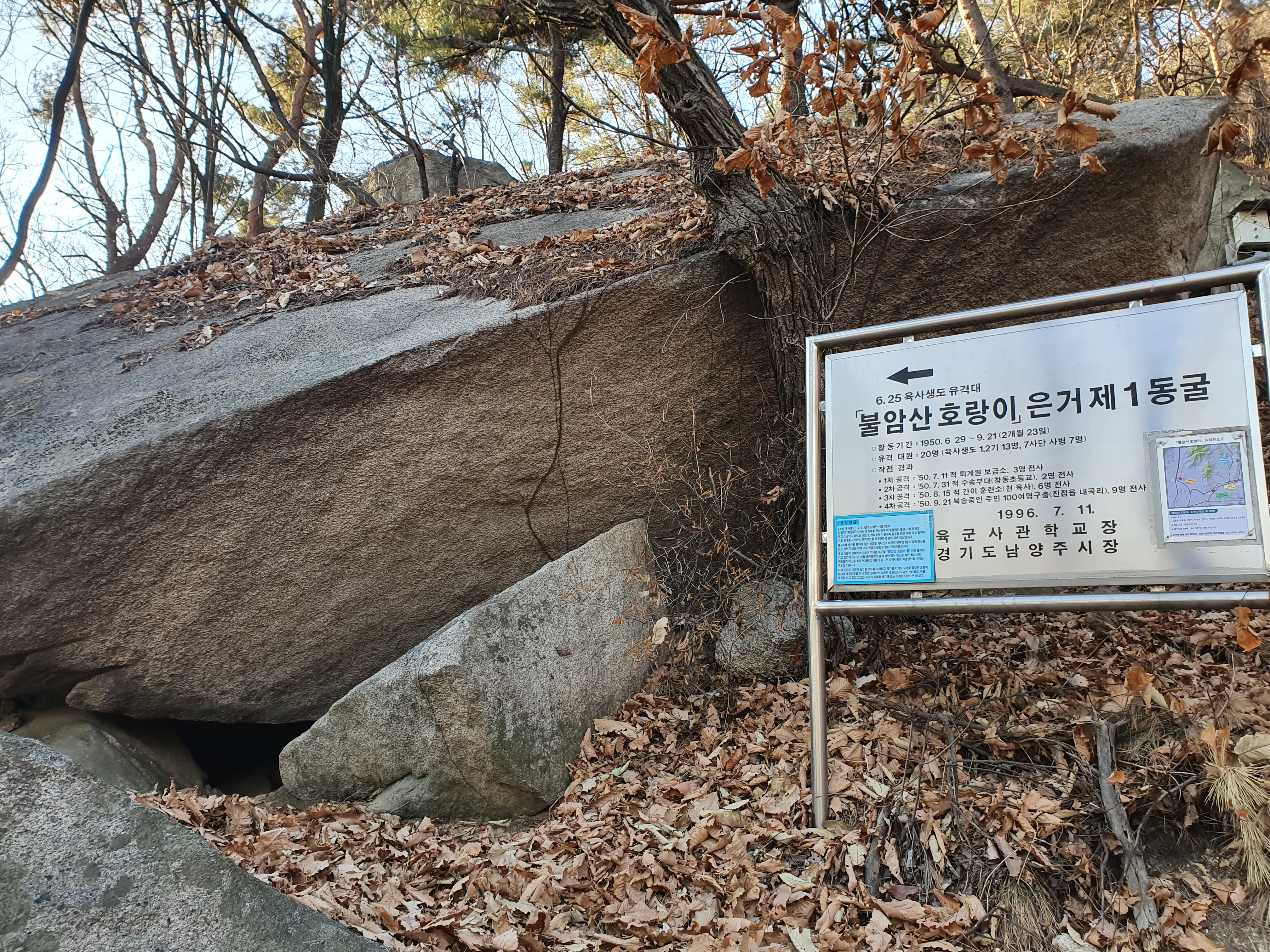
불암산 호랑이 유격대 제1동굴

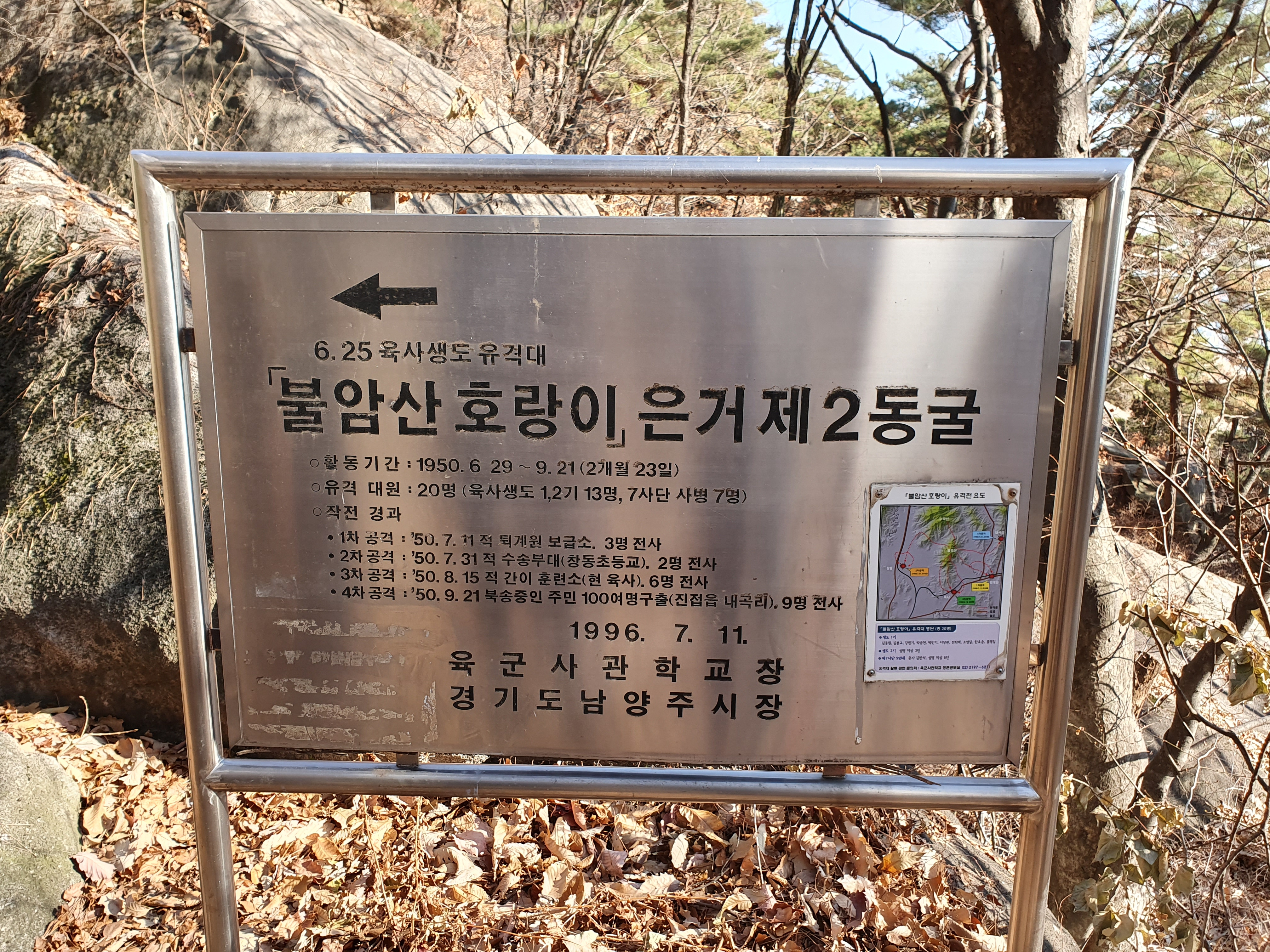
불암산 호랑이 유격대 제2동굴

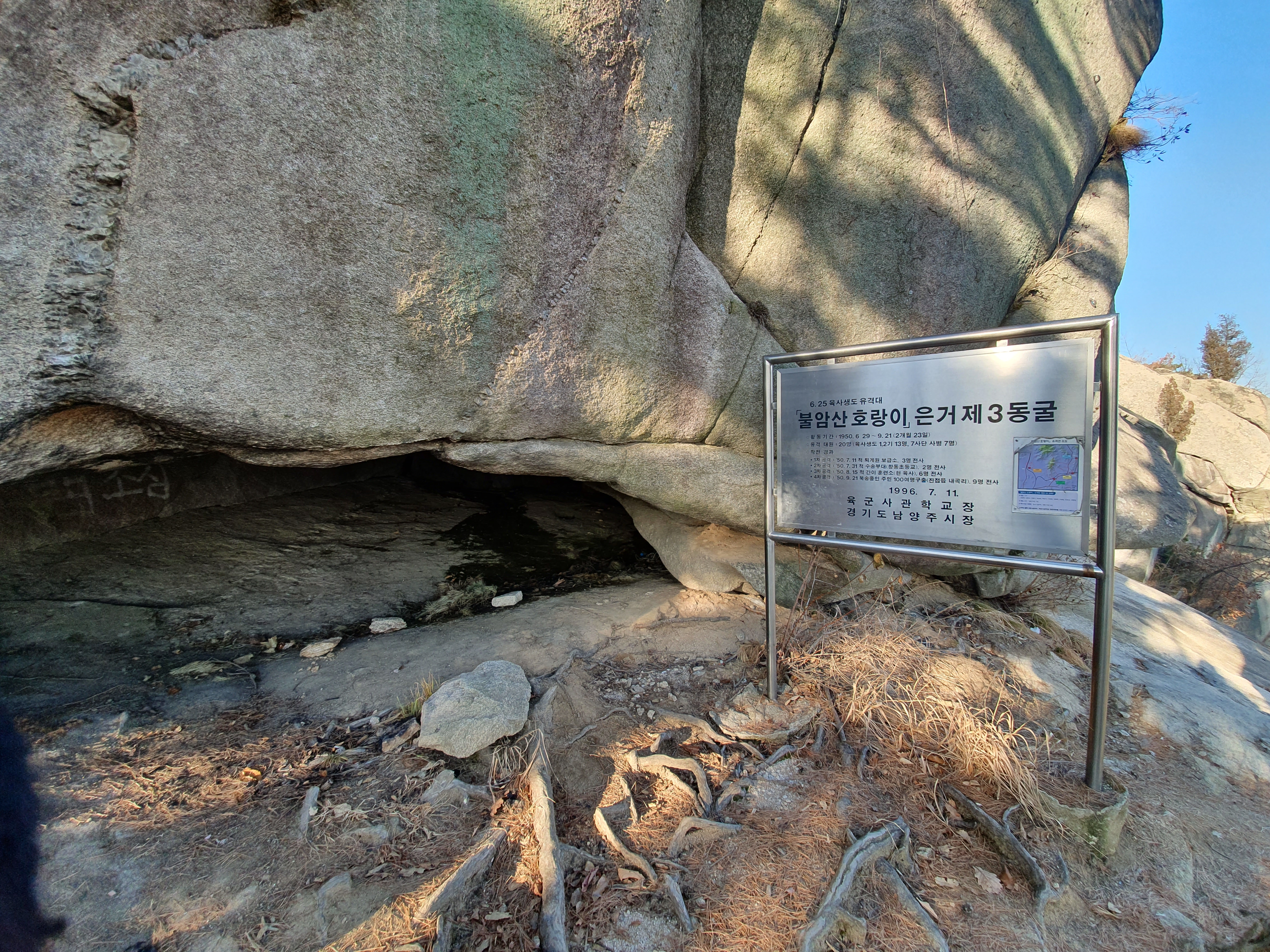
불암산 호랑이 유격대 제 3동굴

불암산 호랑이 유격대가 은신했던 불암산의 동굴 발견은 1996년 5월 중순 석천암 김한구 주지의 손자 김만웅을 통해 이루어졌다. 육군사관학교는 이들을 기리기 위해 지난 1996년 불암산에 철판으로 된 안내문을 설치했는데, 안내문을 설치한 지 23년이 지나 낡고 녹슬자 2019년 6월에 새 안내판으로 교체하였다. 유격대가 숨었던 불암산의 동굴은 화강암 산인 불암산 기슭에 있으며 중생대 쥐라기 대보 화강암으로 구성된다. 

### 제1동굴
제1동굴의 경우 엎드려서 손을 뻗은 상태에서만 들어갈 수 있으며 화강암 바위 동굴 안에는 비밀 통로가 존재한다. 경사진 좁은 동굴을 3m 정도 기어가면 동굴 내부에 도달한다. 큰 바위 두 개가 기대어져 있는 공간 사이로 형성되어 있다. 1동굴의 경우 규모가 작아 경계 및 초소로 활용되었다. 석천암 바로 밑에 안내 표지판이 존재하며 일반적으로 생각하는 동굴이 없다.

### 제2동굴
제2동굴은 제1동굴에서 반대방향으로 100 m 가량 떨어져 있다. 입구는 좁지만 내부는 사람이 서 있을 수 있는 높이이며, 누우면 어른 15명 가량이 들어갈 수 있는 크기이다. 앞뒤로도 트여 있다. 석천암을 바라볼 때, 오른쪽으로 직진하면 나온다. 제1동굴과는 다르게 표지판 주변에 바위 사이에 큰 틈이 보인다.

### 제3동굴
제3동굴은 유격전에 최적지였다. 불암산 산봉우리 근처에 위치한 제3동굴은 나무에 가려져 있으며 깎아진 화강암 절벽을 타고 올라가야 한다. 완전군장한 군인 30명이 잘 수 있는 넓은 공간이며, 내부에는 물이 떨어져 식수로 사용할 수 있었다고 한다. 적 관찰과 사격에 용이했고, 은폐 및 엄폐가 수월했으며, 중요한 지형지물이 근처에 있고 적에게 빨리 도달할 수 있는 길과 적을 피해갈 수 있는 길이 모두 존재하는 장소였다. 2~3분 거리에 전망대가 있었는데, 이 곳에서 인민군의 동향을 파악할 수 있었으며 전망대 아래로 보이는 불암사와 신호를 주고 받으며 위기의 순간을 여러차례 넘겼다. 불암산은 인민군이 호랑이 유격대에게 접근하는 것을 1차적으로 막아주었으며 그 과정에서 유격대가 동굴에서 은페 중일 때 인민군 3~4명이 와서 김함구 스님과 대화하고 돌아가는 일이 몇 차례 있었다고 한다. 석천암에서 산 위로 올라가다가 중간에 제 3동굴 표지판이 나오는데 표지판에 적힌 화살표 방향으로 올라가면 바위를 탈 수 있는 밧줄이 나오는데 그 것을 잡고 올라가서 또 밧줄타고 한번 더 올라가면 제 3동굴이 나온다. 제 1,2 동굴보다 월등히 큰 크기이다.

## 같이 보기
- 불암산
- 육군사관학교
- 내촌-태릉 전투

## 참고

### 인용
1. 1 2 3 4 5 6 7 8 9 10  송미현; 정선이; 이재숙; 노혁진 (1996). 〈불암산 호랑이 유격대〉. 《PD수첩》. 제238 회. MBC 프로덕션.
2. ↑  나종남 2013, 129-130쪽
3. ↑  나종남 2013, 144~146쪽
4. ↑  나종남 2013, 152~153쪽
5. ↑  남상선 1978, 273쪽
6. ↑  남상선 1978, 275-276쪽
7. ↑  나종남 2013, 152-157쪽
8. ↑  남상선 1978, 274쪽
9. ↑  남상선 1978, 300-305쪽
10. ↑  “불멸탑 자료_불멸탑 QR코드”. 2019년 12월 11일에 원본 문서에서 보존된 문서. 2019년 12월 11일에 확인함.
11. ↑  나종남 2013, 163-166쪽
12. ↑  나종남 2013, 157~163쪽
13. ↑  김상윤 (2019년 6월 19일). “‘푸른 눈의 용사’에 감사하고, 육사 생도 공적 기리고…”. 국방일보. 2019년 12월 11일에 원본 문서에서 보존된 문서. 2019년 12월 10일에 확인함.
14. ↑  정원영 (2019년 6월 20일). “남양주시 불암산 호랑이 유격대 안내판 제막식 개최”. 신아일보. 2019년 12월 10일에 확인함.

### 자료
- 나종남 (2013). “6.25전쟁 초기 육사 생도 참전전투 연구, 군사”. 《6.25전쟁 정전 60주년 특집》 (국방부군사편찬연구소) (87): 129-169. doi:10.29212/mh.2013..87.129.
- 남상선 (1978). 《不滅塔의 證言》. 서울: 육법사.